# Gian Antonio Selva

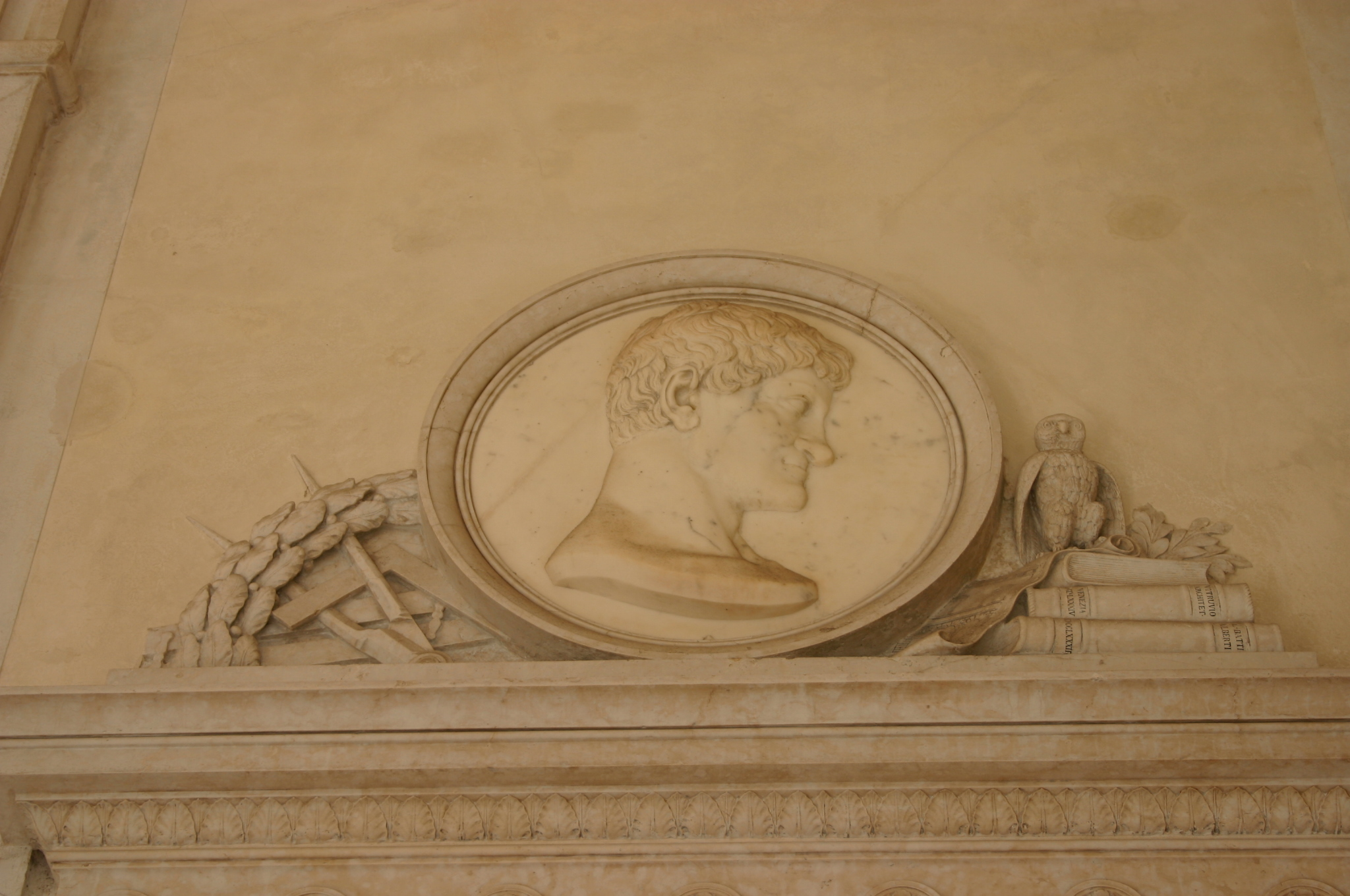
Relief Selvas am Theater La Fenice in Venedig (1837)

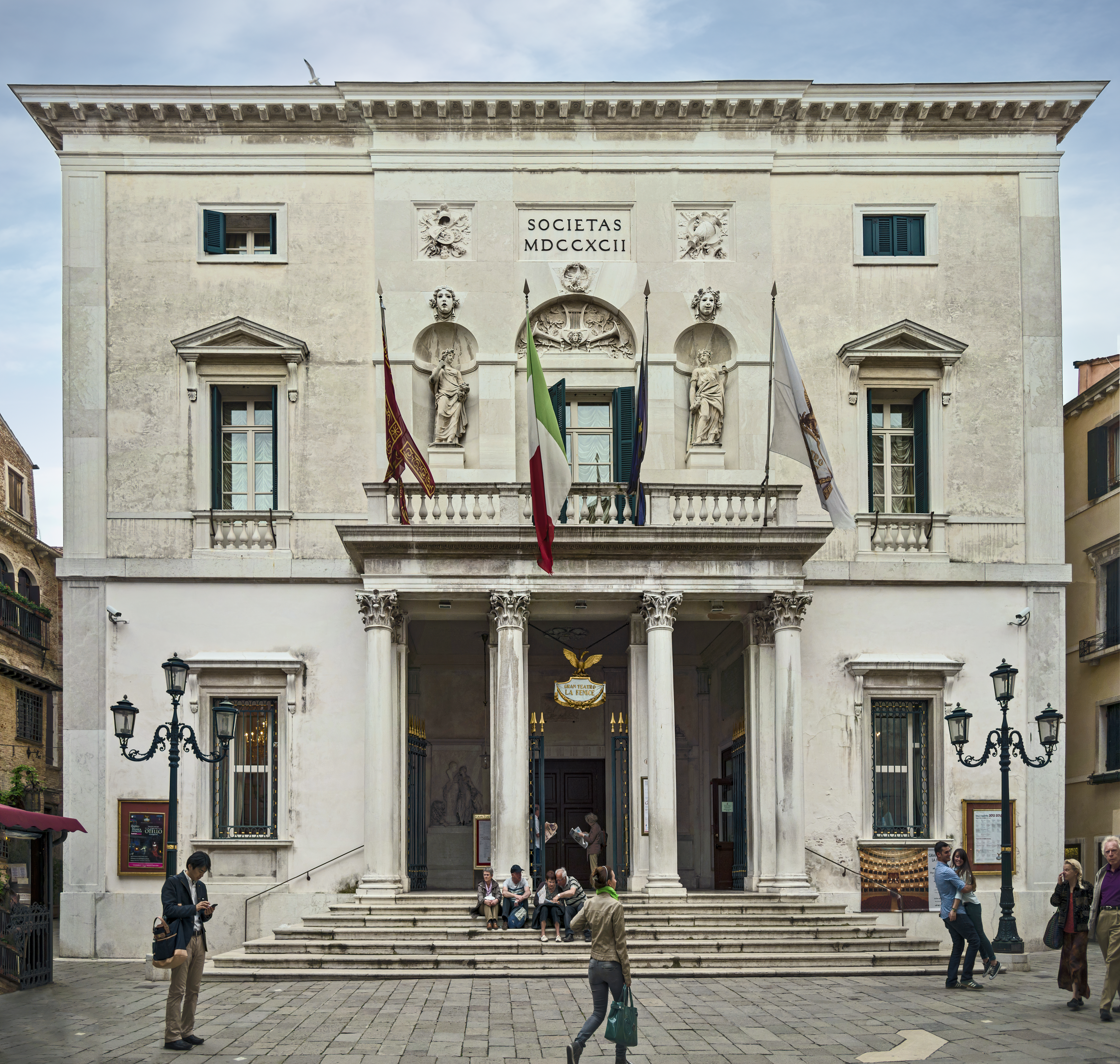
Teatro La Fenice

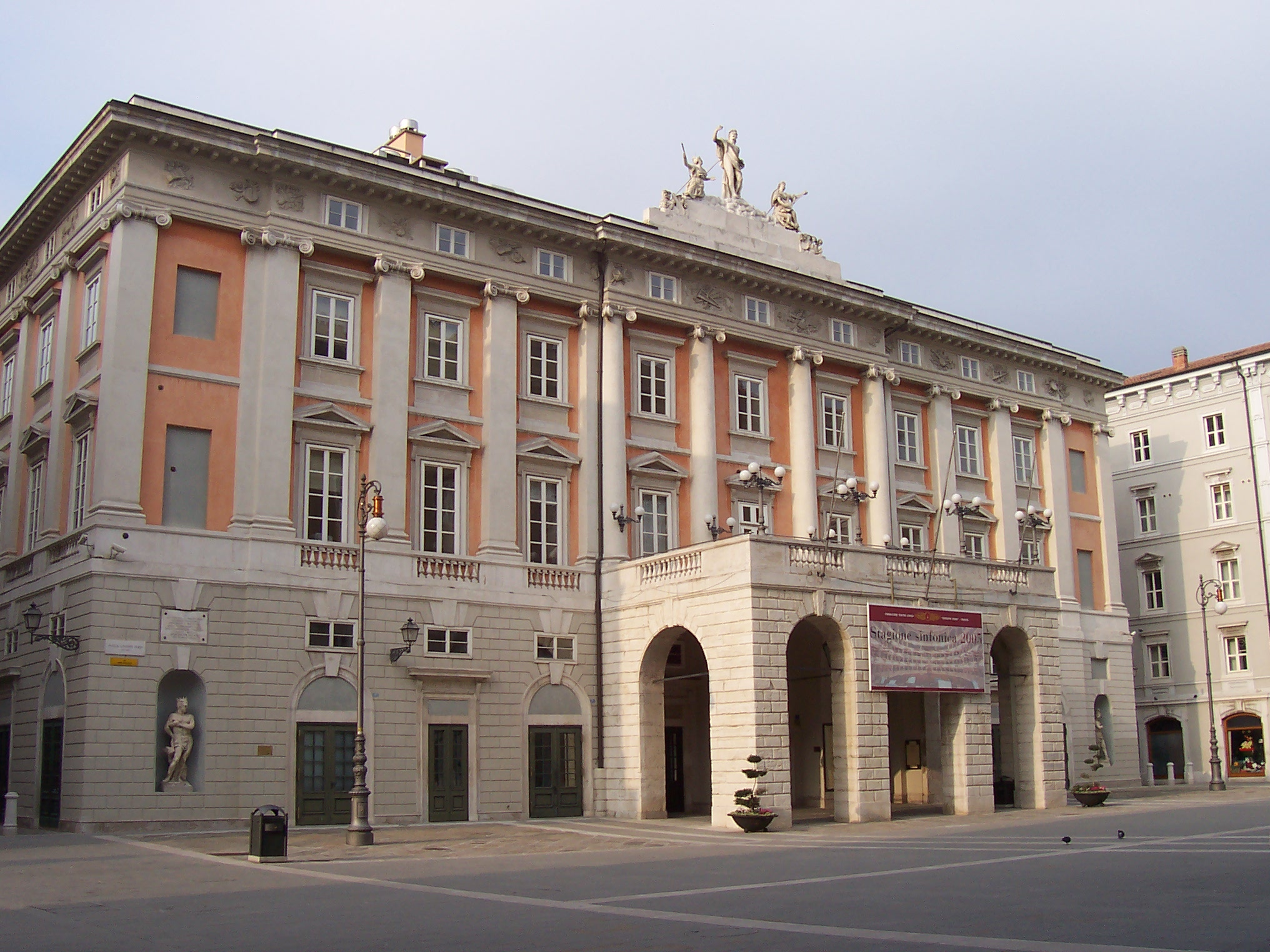
Teatro Verdi

Gian Antonio Selva (* 2. September 1751 in Venedig; † 22. Januar 1819 in Venedig) war ein italienischer Architekt und bedeutendster Vertreter des venezianischen Klassizismus. Zu seinen bedeutendsten Werken gehören das Opernhaus Teatro La Fenice in Venedig und das Opernhaus Teatro Giuseppe Verdi in Triest.

## Leben
Seine Familie stammte aus dem Friaul. Sein Vater war Optiker. Nachdem Gian Antonio Selva zuerst bei seinem Onkel in Vicenza Mathematik studiert hatte, wurde Tommaso Temanza sein Lehrmeister.
1778 bis 1780 unternahm er eine Studienreise über Florenz nach Rom, wo er sich mit Antonio Canova befreundete. Er reiste weiter nach England, die Niederlande und Paris.
1787 wurde er socio di merito und 1807 Professur für Architektur an der Accademia di belle arti di Venezia. 1807 wurde er ingegnere civile für das gesamte Königreich. Durch die Ausarbeitung eines ersten Bebauungsplanes unter Mitarbeit von Antonio Diedo beeinflusste er das Stadtbild Venedigs. Er legte die heute teilweise von der Biennale genutzten Giardini pubblici im Osten des Sestiere Castello an.

## Werke
- Teatro La Fenice (1790–1792)
- Zusammen mit Antonio Diedo erneuerte er die Fassade von San Maurizio in Venedig (1806).
- Die Kirche Nome di Gesù (Jesu Namen) in Santa Croce wurde nach Selvas Plänen von Antonio Diedo fertiggestellt (1810).
- Anlage der Giardini pubblici, heute weitgehend Biennale-Gelände (1810).
- Palazzo Pisani de Lazzara, Padua (1783)
- Palazzo Mangilli Valmarana, Venedig, Canal Grande, Cannaregio (1784 Umbau und Aufstockung)
- Palazzo Manin, Venedig, Canal Grande, San Marco (1793 Umbau)
- Villa Guiccioli-Ambellicopi, Vicenza Monte Berico.
- Villa Manfrin detta Margherita in Sant'Artemio nördlich von Treviso.
- Dom in Cologna Veneta